# 天主教巴塞尔教区
天主教巴塞爾教區（拉丁語：Dioecesis Basileensis）是瑞士一個羅馬天主教教區，直屬教廷。
範圍包括阿爾高州、巴塞尔乡村州、巴塞尔城市州、伯恩州、汝拉州、琉森州、沙夫豪森州、索洛圖恩州、圖爾高州和楚格州，教座位於索洛圖恩。
2011年，有1,094,000名教友，估轄區總人口35.3%，有520個堂區、675名司鐸、117名終身執事、304名修士、2,235名修女。現任教區主教為菲利克斯·格米爾。
教區設於740年。1887年9月7日與盧加諾教區合併，1971年3月8日分開。

巴塞爾教區管轄範圍圖